# خطوط العاصمة بكين الجوية
خطوط العاصمة بكين الجوية (بالصينية: 首都 航空)؛ بينيين: Shǒudū Hángkōng)، هي شركة طيران صينية منخفضة التكلفة مقرها في مطار العاصمة بكين الدولي. وهي شركة تابعة لخطوط هاينان الجوية.

## الأسطول

### الاسطول الحالي

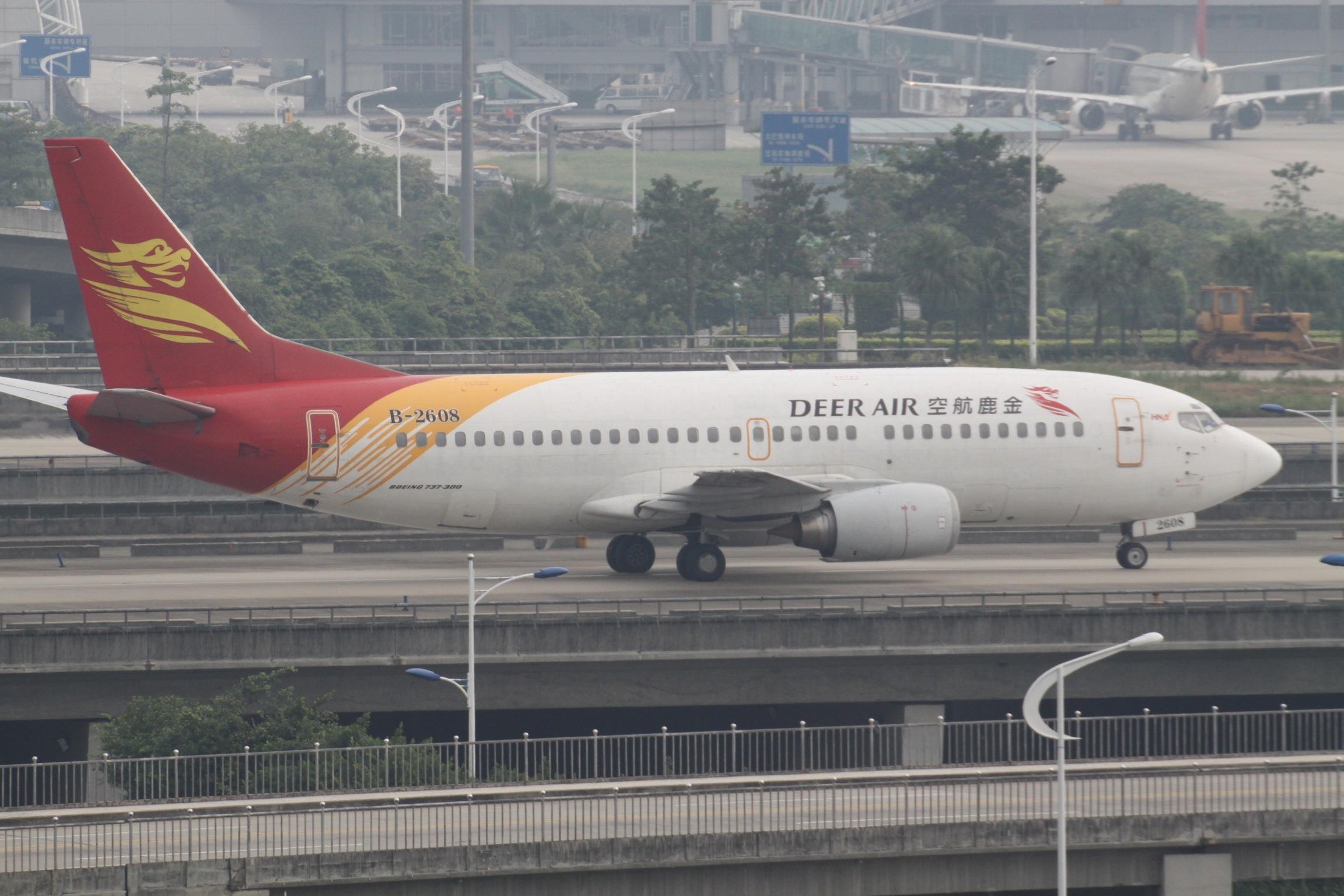
طائرة بوينغ 737-300 في مطار قوانغتشو باييون الدولي في 2008

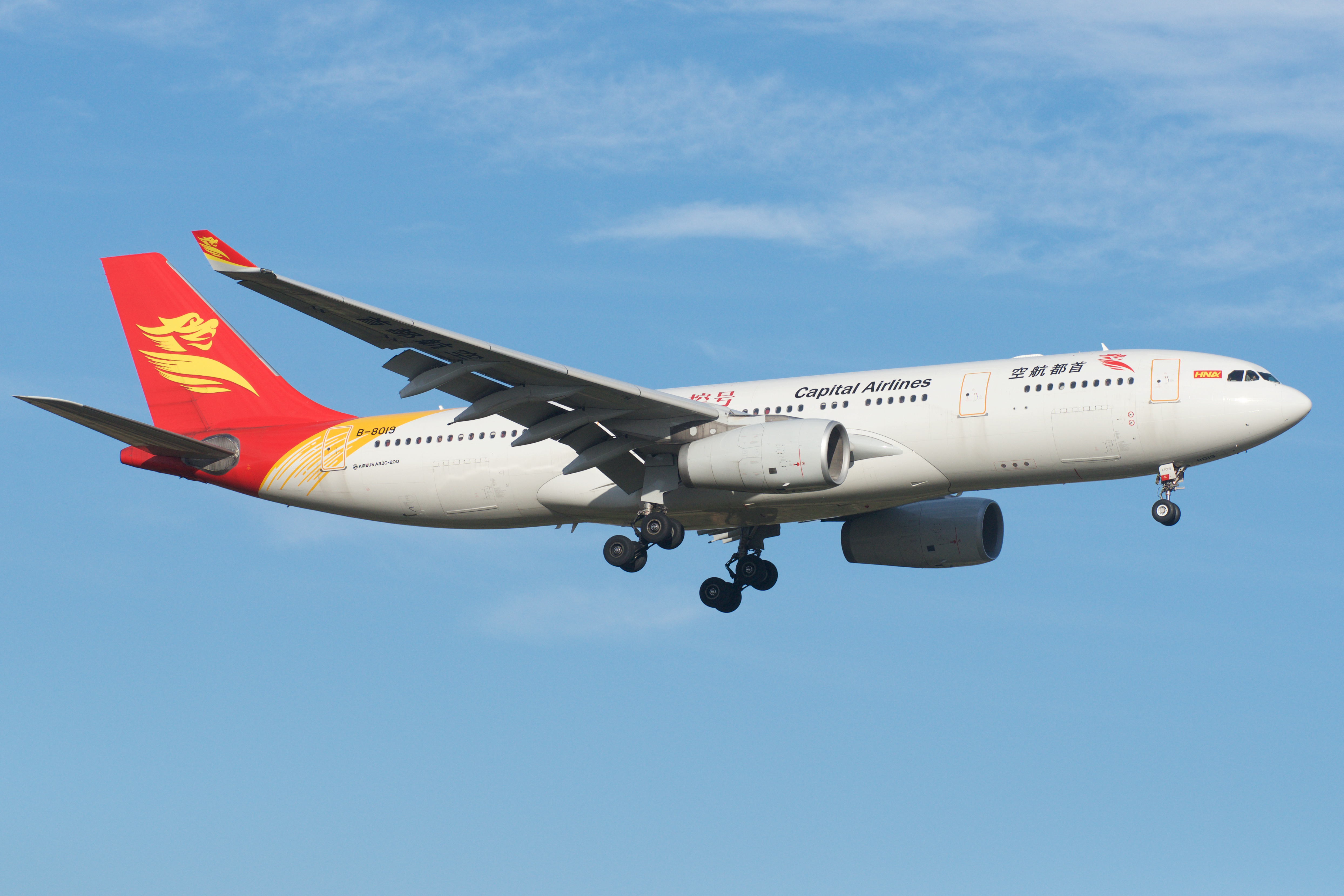
طائرة إيرباص إيه 330 تابعة للشركة فيمطار ملبورن الدولي في 2018

اعتبارًا من أكتوبر 2021، تشغل خطوط العاصمة بكين الجوية الطائرات التالية:
| الطائرة                  | في الخدمة | مطلوبة | الركاب       | الركاب     | الركاب     | مراجع |
| الطائرة                  | في الخدمة | مطلوبة | رجال الأعمال | السياحية   | المجموع    | مراجع |
| ------------------------ | --------- | ------ | ------------ | ---------- | ---------- | ----- |
| إيرباص إيه 319           | 16        | —      | —            | 138        | 138        |       |
| Airbus A320-200          | 32        | —      | —            | 174        | 174        |       |
| عائلة إيرباص إيه 320 نيو | 7         | —      | —            | 180        | 180        |       |
| إيرباص إيه 321           | 18        | —      | —            | 212        | 212        |       |
| عائلة إيرباص إيه 320 نيو | 2         | —      | يعلن لاحقا   | يعلن لاحقا | يعلن لاحقا |       |
| إيرباص إيه 330           | 7         | —      | 36           | 186        | 222        |       |
| Airbus A330-300          | 4         | —      | 18           | 288        | 306        |       |
| المجموع                  | 86        | —      |              |            |            |       |

### الأسطول التاريخي
شغلت خطوط العاصمة بكين الجوية سابقا الطائرات التالية:
- Boeing 737-300
- بوينغ 737 الجيل القادم
- 6 إيرباص إيه 319[3]